# پاک (شرکت)
پاک شرکت دامداری و صنایع غذایی و تولیده کننده لبنیات در ایران است.

## تاریخچه
این شرکت در سال ۱۳۳۸ با مجوز از وزارت صنایع و معادن تحت لیسانس شرکت فورموست-مک کسن آمریکا با نام تجاری پاک تأسیس شد. این شرکت در سال ۱۳۴۹ کارخانهٔ بستنی‌سازی کانادا همچنین در سال ۱۳۵۱ کارخانهٔ تولید بستنی الدورادو و در سال ۱۳۵۳ گاوداری سپهان را خریداری نمود. در سال ۱۳۵۴ به سهامی عام تبدیل شد و در سال ۱۳۵۵ در بورس تهران پذیرفته شد. در سال ۱۳۵۸ با کارخانهٔ فورموست آمریکا قطع رابطه کرد. در سال ۱۳۷۶ در شرکت شیر و لبنیات پاستوریزهٔ سنندج سرمایه‌گذاری کرد. در سال ۱۳۷۷ مجتمع شیر و گوشت مازندران را خریداری کرد.

## شرکت‌های وابسته
- پاک پی شهرکرد
- شیر و لبنیات پاستوریزهٔ پاک آرا سنندج
- شرکت فراورده‌های لبنی پاکسار ساری
- دامداری سپهان
- کارخانه تولید بستنی کانادا فراست (سال ۱۳۴۹)
- کارخانه تولید بستنی الدورادو (سال ۱۳۵۱)

## جریمه ۴۰ میلیون دلاری
این شرکت به حکم ریچارد لئون، قاضی دادگاهی در واشینگتن دی‌سی، به پرداخت ۲۹٫۳ میلیون دلار به شرکت آمریکایی مک‌کِسِن و پرداخت ۱۱٫۲ میلیون دلار دیگر به دلیل هزینه دادگاه و سایر هزینه‌ها محکوم شد. مک‌کسن می‌گوید، پس از انقلاب ۱۳۵۷ شمسی، سهام این شرکت آمریکایی توسط دولت ایران مصادره شد و سود این سهام به مک‌کسن پرداخت نشده‌است و اکنون زیرمجموعه بنیاد مستضعفان می‌باشد.